# Zo heb ik het nooit bedoeld
Zo heb ik het nooit bedoeld is een single van de Nederlandse zanger André Hazes uit 1983.

## Achtergrond
Zo heb ik het nooit bedoeld is geschreven door André Hazes, Peter van Asten en Richard de Bois en geproduceerd door Tim Griek.  Het nummer gaat over een man die zijn (ex-)vrouw met een andere man ziet. Het nummer is niet op een studioalbum uitgebracht, enkel op compilatiealbums later in de carrière van de zanger. De single heeft als B-kant het lied Alsjeblieft laat me zeggen schat, welke afkomstig is van het album Met liefde.

## Hitnoteringen
Het lied had enkel in Nederland succes. In de Top 40 was het zes weken te vinden en piekte het op de elfde plaats. In de Nationale Hitparade bereikte het nummer een nog hogere positie; de zesde plaats. Het stond zeven weken in die lijst.

## In populaire cultuur
Het lied werd in 1983 vertolkt door het heropgerichte Farce Majeure als parodie op de toenmalige premier Ruud Lubbers.